# Руднишко езеро
Руднишкото езеро или Врабчинското езеро (на гръцки: Χειμαδίτιδα, Химадѝтида, катаревуса: Χειμαδίτις, Химадитис) е езеро в Егейска Македония, Северна Гърция.
Езерото е разположено на територията на дем Суровичево (Аминдео) в северозападната част на котловината Саръгьол на надморска височина от 593 метра. Площта му е около 1,7 квадратни километра, максималната дълбочина - 2,5 метра, а средната - 1 метър. Езерото е свързано с подземни канали със съседното езеро Зазерци (Зазари), разположено на два километра по-високо на север. В миналото езерото на север постепенно е преминавало в блато (Руднишкото блато), което е пресушено. Пресушена е и по-голямата част - около 9/10 - от същинското езеро и е превърната в ниви. На повечето карти езерото все още е обозначено в старите си граници. Езерото се оттича на север към Петърското езеро (Лимни Петрон) чрез Суровичката река (Рема Аминда).
На североизточния бряг на езерото е разположено село Рудник, днес Анаргири, а на югозападния му бряг са руините на изоставеното село Врабчин (Химадио).
Двете езера Зазерци и Руднишко образуват обща екосистема, в която има 150 вида растения, 7 вида змии, 7 вида земноводни, 8 вида риби, 12 вида бозайници и 150 редки видове птици, живеещи в обраслите с тръстика езера, най-важният от които е белооката потапница (Aythya nyroca). Езерото заедно със Зазерци е част от Натура 2000.